# Zoltán Béres
Zoltán Béres (Nyírbátor, 11 de enero de 1968) es un deportista húngaro que compitió en boxeo. Participó en los Juegos Olímpicos de Barcelona 1992, obteniendo una medalla de bronce en el peso semipesado.
En enero de 1998 disputó su primera pelea como profesional. En su carrera profesional tuvo en total 99 combates, con un registro de 44 victorias, 52 derrotas y tres empates.

## Palmarés internacional
| Juegos Olímpicos | Juegos Olímpicos   | Juegos Olímpicos  | Juegos Olímpicos |
| Año              | Lugar              | Medalla           | Categoría        |
| ---------------- | ------------------ | ----------------- | ---------------- |
| 1992             | Barcelona (España) | Medalla de bronce | 81 kg            |